# 영저리 미사일 기지
영저리 미사일 기지는 북한 양강도 김형직군 영저리에 위치한 미사일 기지이다.

## 역사
1999년 7월, 북한이 중국 국경에서 12마일(약 20km) 떨어진 영저리 산악지역에 대포동 1호, 대포동 2호 미사일을 발사할 수 있는 기지를 건설 중이다. 청와대 관계자를 인용해 워싱턴 포스트가 보도했다.
2018년 12월, 미국은 장거리 미사일 기지로 추정하고 있다.
양강도에는 삼지연 미사일 기지도 있다.
양강도 영저리 미사일 기지의 지하에는 수백∼2000여 개의 원심분리기를 갖춘 농축시설을 가동 중이라는 의혹을 받고 있다.

## 같이 보기
- 삭간몰 미사일 기지
- 회정리 미사일 기지